# Sainte-Marie-de-Ré
Sainte-Marie-de-Ré è un comune francese di 3 226 abitanti situato nel dipartimento della Charente Marittima nella regione della Nuova Aquitania.

## Società

### Evoluzione demografica
Abitanti censiti